# 三山水库
三山水库是中国河南省驻马店市泌阳县境内的一座水库，位于梁河上，建于1960年。水库正常库容为552万立方米，集雨面积为21平方千米，海拔为191米。